# Politique étrangère de la France
 (novembre 2008).
Si vous disposez d'ouvrages ou d'articles de référence ou si vous connaissez des sites web de qualité traitant du thème abordé ici, merci de compléter l'article en donnant les références utiles à sa vérifiabilité et en les liant à la section « Notes et références ».
 (janvier 2022).
La politique étrangère de la France, ou diplomatie française, est la politique menée par la France vis-à-vis des autres pays en vue de favoriser ses intérêts géostratégiques, politiques et économiques.
L'histoire de la France est marquée par la longue construction de l'État-nation : le royaume des Francs, au haut Moyen Âge, connaît plusieurs phases de division et d'affaiblissement. mais aussi une tentative de reconstitution de l'Empire romain sous Charlemagne. Au Moyen Âge, le roi de France doit disputer son autorité aux grands féodaux qui ont souvent leurs propres intérêts internationaux, ainsi le roi d'Angleterre qui est duc de Normandie puis duc d'Aquitaine ; en même temps, la France participe à des expéditions internationales comme les croisades. L'époque moderne voit le renforcement de la monarchie absolue et la France s'assure une place de premier plan dans l'équilibre européen mais sa politique étrangère est plusieurs fois déviée par des crises idéologiques comme pendant les guerres de Religion et la Révolution française. Après la tentative hégémonique de Napoléon Ier, elle reprend sa place dans un système d'équilibre tout en construisant un nouvel empire colonial. Belligérant de premier plan dans la Première Guerre mondiale, son relatif déclin démographique et économique se fait sentir dans le conflit suivant. Après 1945, elle doit gérer la décolonisation et la construction européenne tout en marquant sa différence avec son puissant allié, les États-Unis. Membre permanent du Conseil de sécurité des Nations unies, elle maintient une présence diplomatique active sur les différents théâtres de la planète.

## La période carolingienne (751-987)

### L'empire carolingien (751-843)
Pépin le Bref, après avoir évincé le dernier Mérovingiens Childéric III, cherche à asseoir sa légitimité en tant que roi de France et ainsi protéger ses futurs héritiers. Il se fait couronner avec le soutien du pape à qui, après sa victoire sur less Lombards en Italie], il a fait don d'un territoire, origine des États pontificaux. À la mort de Pépin, son fils Charles (Charlemagne), pour asseoir la légitimité de sa nouvelle dynastie, se lance dans une série de guerres de conquête parfois accompagnées de christianisation forcée (Saxons). Gardien de l'orthodoxie religieuse reste en bonnes relations avec le pape qui lui offre de le couronner empereur d'Occident : c'est chose faite en 800. Charlemagne multiplie les contacts avec l'Empire byzantin, qui lui propose de réunifier l'Empire romain, et entretient de bonnes relations avec le calife abasside de Bagdad, Harun ar-Rachid.
Louis Ier, fils et unique héritier de Charlemagne, se révèle vite incapable de gérer l'immense empire que lui a légué son père. Il subit notamment les querelles entre ses quatre fils qui essaient de gagner en influence afin de gagner une plus grosse part de l'empire à la mort de leur père. Des alliances, vacillant au gré de la situation, se nouent entre les fils, qui iront même jusqu'à destituer leur père afin de régner eux-mêmes. De façon générale, le règne de Louis Ier est marqué par un état quasi-permanent de guerre civile, ce qui reste à relativiser car seulement les oligarques participaient aux conflits, les populations étaient, en général, relativement indifférentes. Louis Ier meurt en 840 alors que la question du partage de l'Empire n'est toujours pas tranchée. Les trois fils (Pépin étant mort avant son père) se disputent l'immense territoire. Charles le Chauve fait alliance avec Louis le Germanique pour contrer l'aîné, Lothaire, dans ce que l'on appelle aujourd'hui les serments de Strasbourg : c'est le premier texte diplomatique conservé à employer la langue romane commune (ancien français) et la langue tudesque (vieux haut allemand). Finalement, un accord est trouvé et est entériné par la signature entre les trois frères du traité de Verdun. Charles hérite de la partie ouest de l'empire, ce qui deviendra le royaume de France, Lothaire de la partie centrale de l'Empire et Louis de la partie orientale, qui deviendra le royaume de Germanie et enfin l'Allemagne.

### La nouvelle Francie occidentale (843-987)
Après la mort de Lothaire et de ses fils, Charles le Chauve récupère la Lotharingie et établit sa tutelle sur les héritiers de Louis en Germanie, ce qui restaure pour peu de temps l'unité carolingienne. En 879, Boson, n'acceptant pas l'autorité de Louis III et Carloman II, se fait proclamer roi de Provence. Cependant, l'affaiblissement de l'État carolingien laisse le champ libre aux raids de pillage des Sarrasins, Vikings et Hongrois. La Francie Occidentale, issue du traité de Verdun, est aussi affaiblie par la montée en puissance de la noblesse qui, en 877 avec le Capitulaire de Quierzy, gagne en influence. Ainsi en 888, ce n'est pas un Carolingien qui monte sur le trône mais Eudes, un puissant noble franc qui a repoussé les Vikings aux portes de Paris. En 911, les Vikings mènent une nouvelle tentative contre Paris et le mérovingien Charles III le Simple, par le traité de Saint-Clair-sur-Epte, doit reconnaître à leur chef Rollon un grand fief à l'embouchure de la Seine, le comté de Normandie.
Également en 911, la lignée carolingienne de Francie orientale s'éteint. La couronne germanique passe à la dynastie saxonne des Ottoniens avec Henri Ier puis Otton Ier qui se fait couronner empereur en 962. Les derniers carolingiens de Francie occidentale n'ont plus qu'un pouvoir restreint et le dernier prétendant carolingien, Charles de Lorraine, est emprisonné par Hugues Capet, descendant d'Eudes, qui se fait élire roi en 987.

## Sous les capétiens directs

### Les premiers Capétiens: la lutte pour l'autorité sur le royaume (987-1145)
La ligne de succession au trône de France est loin d'être officiellement établie si bien que la monarchie vacille au gré des alliances. Ainsi, Henri Ier, héritier légitime du trône, associé au pouvoir par son père Robert II fera face à une coalition menée par sa mère, Constance d'Arles, voulant imposer sur le trône son frère cadet, Robert. Il faudra attendre le règne de Louis IX pour que la primogéniture mâle soit, de facto, la première règle de succession au trône de France.
À partir du règne d'Hugues Capet, les capétiens, avant de chercher à tenir un rôle international, essaient d'asseoir leur légitimité sur le trône de France et combattent ardemment contre l'hégémonie des grands nobles de l'époque. Les négociations entre le roi et les ducs et comte du royaume peuvent être considérés comme de véritables discussions diplomatiques. On peut donc affirmer que la tentative de contrôle de la royauté sur ses vassaux peut être considérée comme une réelle politique extérieure. L'exemple parfait en est la relation entre Henri Ier, roi de France de 1031 à 1060, et son puissant vassal, Guillaume de Normandie. Non content d'avoir un vassal aussi puissant que lui, Henri Ier fait tout pour affaiblir ce dernier. Néanmoins, Guillaume défait les armées royales par deux fois à Mortemer (1054) et à Varaville (1058) ce qui réduit à néant les espoirs de contrôle d'Henri sur son vassal. Son fils et successeur, Philippe Ier, ne pourra qu'assister, impuissant, à la conquête de l'Angleterre par Guillaume le Conquérant lors de la bataille de Hastings. Philippe usera, à la place de la guerre, de la diplomatie pour affaiblir le souverain anglais notamment en poussant son fils, Robert Courteheuse à la révolte contre lui. Philippe essaie tant bien que mal de dissocier Normandie et Angleterre mais est contré par le fils de Guillaume le conquérant et frère de Robert Courteheuse, Guillaume le Roux, qui a entre-temps hérité du trône d'Angleterre. Ce dernier, las des attaques françaises projette d'envahir le royaume mais est repoussé par le fils du Roi, Louis, hors des frontières. Les nobles français profiteront de l'occasion de la première croisade pour prendre encore plus d'importance, étant donné que le Roi ne peut participer à la croisade, et conquièrent des fiefs hors du Royaume et à la fin du règne de Philippe Ier, un noble a toujours plus de pouvoir et de prestige que le Roi de France.
Louis VI de France est le réel instigateur d'une véritable autorité monarchique avec les conseils de son intègre conseiller, l'abbé Suger. Il bat ses vassaux et les soumet au fur et à mesure si bien qu'à la fin de son règne, le Roi de France n'a jamais eu autant de pouvoir sur son royaume jusqu'ici. En 1125, il est le premier à solliciter l'ost pour la défense du royaume face aux menaces étrangères, véritable symbole d'une idée de nation. L'armée qu'il réunit est alors immense, ce qui contraint ses adversaires à se retirer sans livrer bataille.
Louis VI consolide le domaine royal notamment grâce à sa politique de mariages. En 1131, il marie son fils héritier de la couronne Louis à Aliénor d'Aquitaine qui apporte en dot un territoire s'étendant de la Guyenne à l'Anjou.
Au Moyen Âge, plusieurs féodaux sont détenteurs de patrimoines en dehors du royaume : Normands puis Angevins en Angleterre, Champenois en Navarre, Angevins en Italie, et avec les croisades de nombreux domaines de Terre sainte sont créés par des nobles français - impliquant de fait la France dans les relations internationales. Mais cette implication n'est effective qu'après la deuxième croisade, Philippe Ier n'ayant pu participer à la première à cause d'une excommunication papale.

### Les croisades et la lutte contre l'Angleterre (1145-1270)
Le règne de Louis VII de France, qui n'était pas prédestiné à être Roi n'étant pas le premier fils de Louis VI, est marqué par une politique extérieure désastreuse que ses descendants mettront plus d'un siècle à effacer. Le Roi accepte de prendre part à la deuxième croisade (Philippe Ier n'avait pu participer à la première croisade car il était excommunié). Il part de France avec Aliénor d'Aquitaine, le 11 juin 1147. Cette croisade se révèle être un échec cinglant et attise la mésentente entre Louis VII et son épouse Aliénor d'Aquitaine : le divorce du couple entraîne la perte du duché d'Aquitaine quand la reine se remarie en 1152 avec Henri Plantagenêt, futur Roi d'Angleterre. Louis tente alors de contrarier les ambitions anglaises en soutenant le fils d'Henri : Henri le Jeune, soit la politique qu'avait auparavant faite Philippe Ier avec Guillaume le conquérant et Robert Courteheuse.
Tous les successeurs de Louis VII lutteront contre la couronne anglaise et reprendront, au fil des batailles, les territoires anglais. Cette lutte est à son apogée sous le règne de Philippe Auguste, fils de Louis VII, qui livre bataille constamment contre les Anglais durant son règne et qui favorise les dissensions entre les possibles prétendants au trône d'Angleterre. En 1204, Jean sans Terre, devenu Roi d'Angleterre, se fait reprendre tous ses biens par Philippe Auguste. Le roi d'Angleterre s'allie alors avec l'empereur pour se venger mais les éclatantes victoires françaises à Bouvines et à la Roche-aux-Moines en 1214 disloquent l'alliance et marquent la fin de l'hégémonie anglaise dans l'ouest de la France. Au moment de Bouvines, la couronne d'Angleterre est dans une situation catastrophique, ce qui explique en partie les victoires françaises. En effet, Jean sans Terre refuse d'appliquer la Magna Carta, ce qui provoque un soulèvement des barons anglais qui offrent la couronne d'Angleterre à Louis VIII. Mais Jean sans Terre meurt peu après et les barons préfèrent un prince anglais à Louis qui est battu par deux fois et doit renoncer à la couronne anglaise au traité de Lambeth en 1217, contre une forte somme d'argent. Comme celle-ci n'est pas versée, Louis reprend les armes contre les Anglais et les chasse de leurs dernières possessions en France, Bordeaux et la Gascogne.
Le roi de France est toujours le roi très chrétien, tenu par le serment du sacre de combattre les hérésies. Des barons de Philippe Auguste et le prince, puis roi, Louis VIII partent en croisade contre le comte de Toulouse, trop tolérant envers les cathares : malgré l'opposition trop tardive du royaume d'Aragon, le roi en profite pour réunir au domaine royal le Languedoc.
À la mort de Philippe II en 1223, Louis VIII monte sur le trône mais n'y reste que trois ans, terrassé par une dysenterie. Son fils, Louis IX lui succède en 1226.
Louis IX est alors à la tête du royaume le plus puissant d'Europe, ce qui lui permet de devenir l'arbitre des conflits entre les différents souverains européens comme la question de la succession de Flandre ou encore le conflit entre l'empereur germanique et le pape.
La lutte contre l'Angleterre continue sous son règne et cesse finalement avec le traité de Paris signé en 1259.
Louis IX se façonne, en plus d'une image de roi juriste, celle d'un roi pieux. Il participe à toutes les croisades de son temps, ce qui renforce encore plus son prestige sur la scène internationale. En 1270 s'ouvre la dernière croisade de toute la chrétienté. Louis décède aux portes de Tunis. Durant son règne, il aura arrêté les guerres entre le royaume de France et les autres royaumes européens mais aussi tenté de pacifier l'Europe, ce qui lui vaudra d'être canonisé à la demande de son petit-fils.

### La politique extérieure sous Philippe III et Philippe IV et ses fils (1270-1328)
Sous Philippe III, les guerres de succession entre vassaux et autres sont plus d'actualité que les guerres internationales ou que les croisades. Philippe regarde surtout au sud de son royaume où il tente de renforcer son influence, il intervient dans les querelles de succession des royaumes ibériques jusqu'à la guerre définitive au roi d'Aragon. Philippe tente de prendre l'Aragon mais cette expédition est un échec total, il meurt à la suite de cette expédition sur le chemin du retour comme son grand-père Louis VIII.
Philippe IV, le roi de Fer, se décide à faire la guerre contre la Flandre à la suite de l'hommage non rendu par le comte de Flandre au roi de France. Mais Philippe IV est surtout connu pour avoir tenté de soumettre la papauté à l'autorité royale. Saint-Louis est canonisé en 1296 et la cour papale est fortement encouragée à s'installer à Avignon, ce qui renforce l'emprise de la France sur la papauté.
Philippe IV, ne voulant pas d'hostilités avec son puissant voisin le royaume d'Angleterre, marie sa fille au roi Édouard II. Ce mariage est une des causes indirectes du déclenchement de la guerre de Cent Ans, car le fils d'Isabelle et d'Édouard est autant descendant de roi d'Angleterre que de roi de France.
Louis X, premier fils de Philippe IV, reprendra la guerre en Flandre qu'avait commencée son père.
En 1325, Charles IV soutient Isabelle de France, sa sœur, dans son insurrection contre son mari Édouard II d'Angleterre.

## Sous les Valois

### La guerre de Cent Ans (1328-1453)
La guerre de Cent Ans est un conflit opposant la couronne de France et d'Angleterre. Ce conflit tire ses origines de la crise de succession au trône de France. Alors qu'Édouard III, roi d'Angleterre, descendait de par sa mère de Philippe IV, ce fut finalement Philippe VI de Valois, fils du frère de Philippe IV qui fut sacré roi de France. Le royaume d'Angleterre accepte d'abord la royauté de Philippe VI mais, sous l'influence de Robert III d'Artois, le roi d'Angleterre commence à faire valoir ses prétentions sur le trône de France et refuse de prêter l'hommage à Philippe en 1336 ce qui équivaut à une déclaration de guerre.
Les batailles sont dans un premier temps catastrophiques pour le royaume de France : le roi Jean II le Bon est capturé par les Anglais à la bataille de Poitiers en 1356. Le dauphin Charles (futur Charles V), régent du royaume, doit accepter le traité de Brétigny qui rend aux Anglais l'Aquitaine avec une lourde rançon pour le roi : faute de pouvoir en payer la totalité, Jean II reste captif jusqu'à sa mort en 1364, Charles V lui succède difficilement, il se heurte aux prétentions de Charles le Mauvais, roi de Navarre et prétendant au trône de France comme petit-fils de Philippe III. Charles V réorganise son armée qui, sous la conduite du connétable du Guesclin, reconquiert la plupart des territoires perdus et, en 1366, intervient dans la première guerre civile de Castille pour mettre sur le trône Henri de Trastamare contre son demi-frère Pierre Ier de Castille soutenu par les Anglais.
Charles VI, le fils de Charles V, est vite touché par de graves crises de folie, ce qui l'empêche de bien gouverner, tandis que les Français se déchirent dans la guerre des Armagnacs et des Bourguignons. Les Anglais écrasent les Français à Azincourt en 1415. Isabeau de Bavière, femme de Charles VI, devenue régente, accepte le traité de Troyes en 1420 qui fait du roi d'Angleterre l'héritier de Charles VI.
Charles VII, fils du précédent, est chassé de Paris et du nord de la France par l'alliance des Anglais et du parti bourguignon : il ne tient que la vallée de la Loire et le sud du royaume. L'aide de Jeanne d'Arc lui est alors précieuse car en remportant quelques batailles, elle permet au roi de se faire sacrer et ainsi acquérir une légitimité. Malgré la mort de Jeanne d'Arc en 1431, Charles VII continue le combat face aux Anglais jusqu'à ce qu'ils soient définitivement boutés hors de France après la bataille de Castillon en 1453.

### La consolidation du royaume sous Louis XI (1461-1492)
Comme dauphin de France, le prince Louis, futur Louis XI, a l'occasion de se rendre compte de l'importance stratégique des cantons suisses et de leur solide infanterie qu'il s'efforcera d'attirer dans l'orbite française. Son règne personnel, à partir de 1461, est marqué par la rivalité qui oppose le roi de France à son cousin et puissant vassal Charles le Téméraire, maître du riche État bourguignon. Après avoir fait des concessions à Charles, allant jusqu'à le soutenir dans les guerres de Liège, Louis le laisse s'enferrer dans les ruineuses guerres contre les Suisses où le Téméraire trouve la mort en 1477. Le roi doit encore disputer son héritage dans la guerre de Succession de Bourgogne contre l'empereur Maximilien, marié à la fille unique du Téméraire : c'est le début d'un conflit de plusieurs siècles entre la France et la maison de Habsbourg.
Louis XI profite de l'extinction de la maison d'Anjou-Provence pour s'emparer du comté de Provence, qui se sépare définitivement du Saint-Empire, et de ses droits théoriques sur le royaume de Naples. Il profite de l'affaiblissement de l'Angleterre par la guerre des Deux Roses pour conclure une paix durable avec les Anglais, le traité de Picquigny, signé en 1475.
Le poste de secrétaire d'État du roi apparaît au XVe siècle : ces hauts fonctionnaires ont pour mission de fournir des informations sur la province et les pays étrangers. Tout au long du Moyen Âge, la politique extérieure est gérée par les souverains en personne à l’aide de conseillers diplomatiques tels Philippe de Commynes pour Louis XI. Les premiers ambassadeurs permanents sont ceux envoyés au XVe siècle par la république de Venise : la France et les autres pays d'Europe l'imiteront au siècle suivant.

### Les ambitions italiennes (1492-1559)

#### Charles VIII et Naples
Dès les années 1480, Charles VIII veut faire valoir ses droits hérités de la maison d'Anjou sur le royaume de Naples. Il songe à être le réformateur de l'Église catholique et prendre la tête d'une nouvelle croisade pour arrêter l'avancée ottomane en Europe. Pour cela, il multiplie les cessions, donnant la Franche-Comté à l'empereur Maximilien et le Roussillon au roi d'Aragon.
Charles VIII arrive en Italie avec 100 000 hommes et de l'artillerie en 1494. C'est une promenade militaire : Florence et les autres villes italiennes se soumettent sans combat. Cependant, Venise, l'Espagne et le pape Alexandre VI Borgia, auxquels se joint bientôt l'empereur, concluent la ligue de Venise pour chasser les Français d'Italie. Après l'issue indécise de la bataille de Fornoue en 1495, Charles VIII doit abandonner les places françaises de Naples qui sont prises par les Espagnols, devenus un acteur majeur dans le jeu italien.

#### Louis XII et le Milanais
Louis XII est, par son aïeule Valentine Visconti, descendant de l'ancienne lignée du duché de Milan et en revendique l'héritage. Il met en place une grande politique pour en chasser Ludovic Sforza, considéré comme un usurpateur. La campagne est un succès : en 1499, Sforza est vaincu, chassé de Milan et livré au roi de France. Mais les adversaires italiens de la France, autour du pape Jules II, se groupent dans la Sainte Ligue avec le roi d'Espagne et l'empereur. En 1513, les Suisses renversent les Français à Novare, puis mettent le siège devant Dijon. Milan est perdu en 1513. En 1512, la Haute-Navarre est conquise par les Espagnols. En 1513, l'Angleterre lance l'offensive contre la France et les bat à Guinegatte. Le royaume est désormais vulnérable et son territoire menacé.

#### FrançoisIeret Henri II: suite et fin de l'aventure italienne

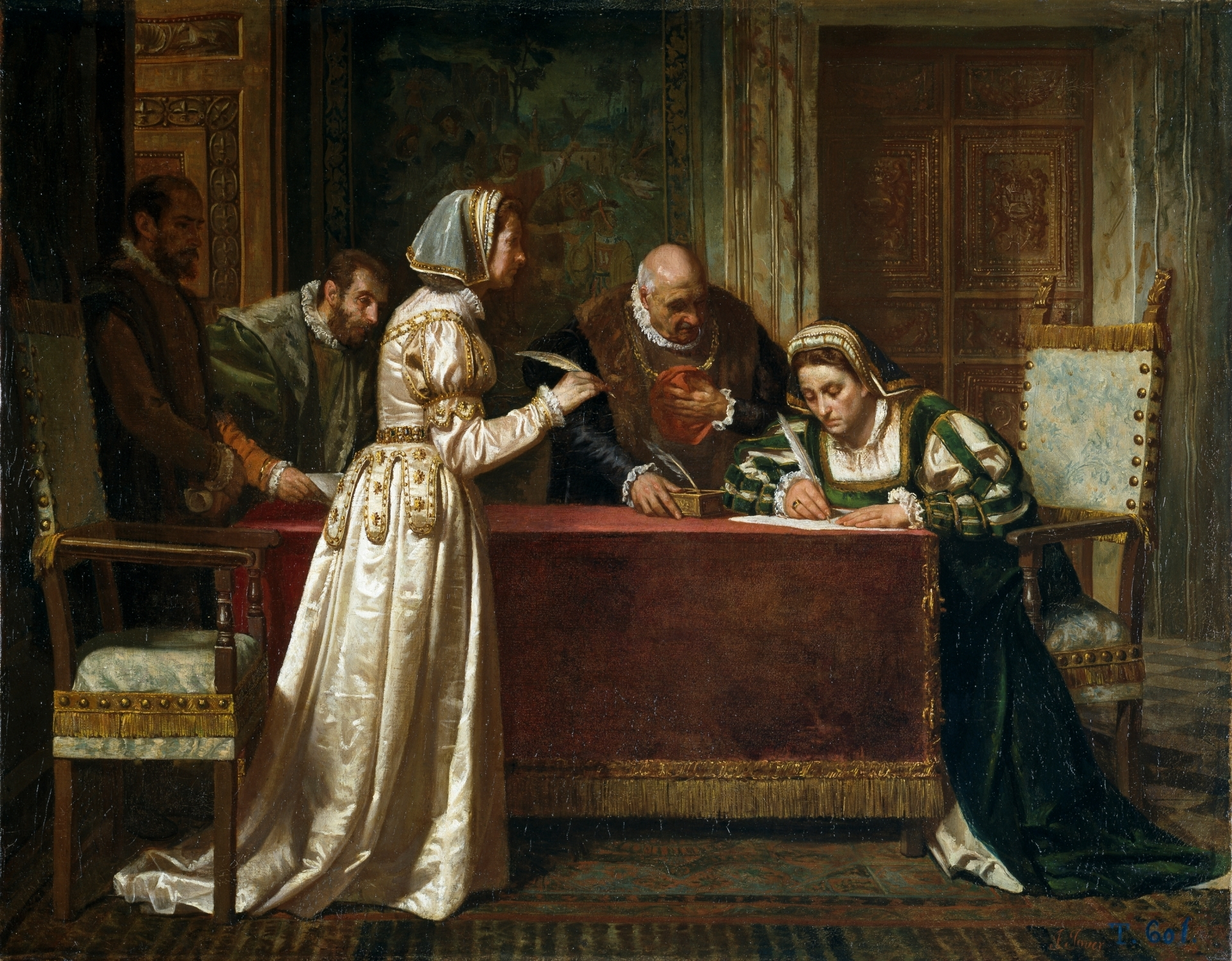
La Paix des Dames signée à Cambrai en 1529 entre Marguerite d'Autriche, tante de Charles Quint, et Louise de Savoie, mère de François Ier. Toile de Francisco Jover Casanova, 1871, Museo del Prado.

Aussitôt arrivé sur le trône de France, François Ier continue la lutte de son prédécesseur. La victoire française de la bataille de Marignan permet au roi de France d'imposer des conditions à la paix : les Suisses concluent avec la France une paix perpétuelle et s'engagent à tenir des régiments mercenaires à la disposition du roi de France. Le pape doit accepter les réformes ecclésiastiques réclamées par le roi, ce qui aboutira au concordat de Bologne en 1516. Enfin, en août 1516, le traité de Noyon est signé avec Charles Ier, nouveau roi d'Espagne : ce traité entérine le partage de l'Italie entre les deux monarques, la France gardant le Nord et l'Espagne le Sud.
En juin 1519, Charles Ier est élu empereur du Saint-Empire romain germanique et devient Charles Quint (Charles V du Saint-Empire), contre la candidature de François Ier : la France se trouve encerclée par les possessions du nouvel empereur. François Ier tente de désamorcer le danger en invitant Henri VIII d'Angleterre à une rencontre amicale au camp du Drap d'Or mais l'entrevue tourne mal et les deux rois repartent brouillés. Le conflit reprend donc dans les années 1521-1522. En 1523, le connétable de France Charles de Bourbon passe du côté de l'empereur. En 1525, François est capturé lors de la défaite de Pavie et contraint de signer le traité de Madrid. La guerre ne connaît que de brèves interruptions, notamment lors de la paix des Dames signée en 1529.
Les guerres italiennes étant devenues des guerres entre la France et l'Empire, François Ier rompt avec sa politique de roi très chrétien. En 1532, il signe une alliance avec les princes protestants allemands, et en 1536 avec l'Empire ottoman. Toulon accueille la flotte ottomane en 1536. La guerre contraint donc les États à revoir leur alliances traditionnelles mais aussi à revoir leur légitimité étatique. En faisant alliance avec les Ottomans, ennemis de la chrétienté, François Ier fait passer les intérêts de la couronne de France avant ceux de l'entente religieuse.
Henri II reprend la guerre contre Philippe II d'Espagne, fils de Charles Quint. La victoire espagnole de Saint-Quentin, l'épuisement financier des deux camps et leur crainte face à la montée du calvinisme les amènent à signer la paix de Cateau-Cambrésis en 1559, mettant définitivement un terme aux guerres d'Italie.

#### La politique extérieure des derniers Valois (1559-1589)
La stabilité du royaume de France est alors compromise par les événements liés à la Réforme et ce dernier s'abstient alors pendant 30 ans d'un rôle international. Le royaume est alors la proie des guerres de Religion qui divisent le pays et ne peut permettre une action internationale puisque les nobles du royaume sont occupés à cette quasi-guerre civile. Les autres pays d'Europe n'hésitent pas à financer les différents partis pour semer encore plus de désordre en France. Ainsi, l'Angleterre soutient les huguenots et l'Espagne soutient la Ligue. Lors de l'avènement d'Henri IV, l'Espagne refusera de reconnaître Henri IV, pourtant successeur légitime du trône, mais protestant.

## Sous les Bourbons

### Henri IV et Louis XIII (1589-1643)
En 1589, Louis de Revol devient le premier secrétaire d'État chargé de l'étranger, c'est-à-dire l'ancêtre des ministres des Affaires étrangères. Il fait son rapport au roi chaque matin, aidé par un commis et six clercs.
Henri IV entamera une longue campagne contre la monarchie espagnole qui soutient contre lui la Ligue, pour le trône de France. Henri IV gagne finalement contre l'Espagne et impose le traité de Vervins en 1598. Le mariage de Henri IV avec Marie de Médicis en 1600 vient renflouer les finances du royaume grâce à la riche dot de la princesse.
En 1626, le secrétariat d’État s'organise en deux puis en trois bureaux spécialisés chacun dans une zone géographique. Le secrétariat devient une véritable administration à partir du XVIIIe siècle, regroupant un bureau des archives, une caisse de financement, des interprètes et un jurisconsulte.
Louis XIII, avec le cardinal de Richelieu, reprend la lutte contre les Habsbourg et notamment contre l'Espagne. La France s'engage dans la guerre de Trente Ans et dans une longue guerre contre l'Espagne que les deux hommes ne verront pas se finir puisqu'ils meurent en 1642 et 1643.

### La diplomatie de Mazarin (1643-1661)
Mazarin continue la politique de son prédécesseur Richelieu et, malgré les troubles de la Fronde, mène à son terme son dessein d'affaiblissement des Habsbourg. Les traités de Westphalie de 1648 consacrent le morcellement du Saint Empire. La guerre franco-espagnole continue jusqu'en 1659 avec la signature du traité des Pyrénées. Louis XIV épouse l'infante Marie-Thérèse d'Autriche, héritière potentielle du trône d'Espagne : Philippe IV obtient que sa fille soit exclue de la succession pour empêcher l'union des couronnes de France et d'Espagne, ce que les Français acceptent en échange d'une énorme indemnité, sachant que les Espagnols en banqueroute seront incapables de la payer. Ce sera le casus belli de la guerre de Dévolution.

### Louis XIV, le roi qui a «trop aimé la guerre» (1661-1715)

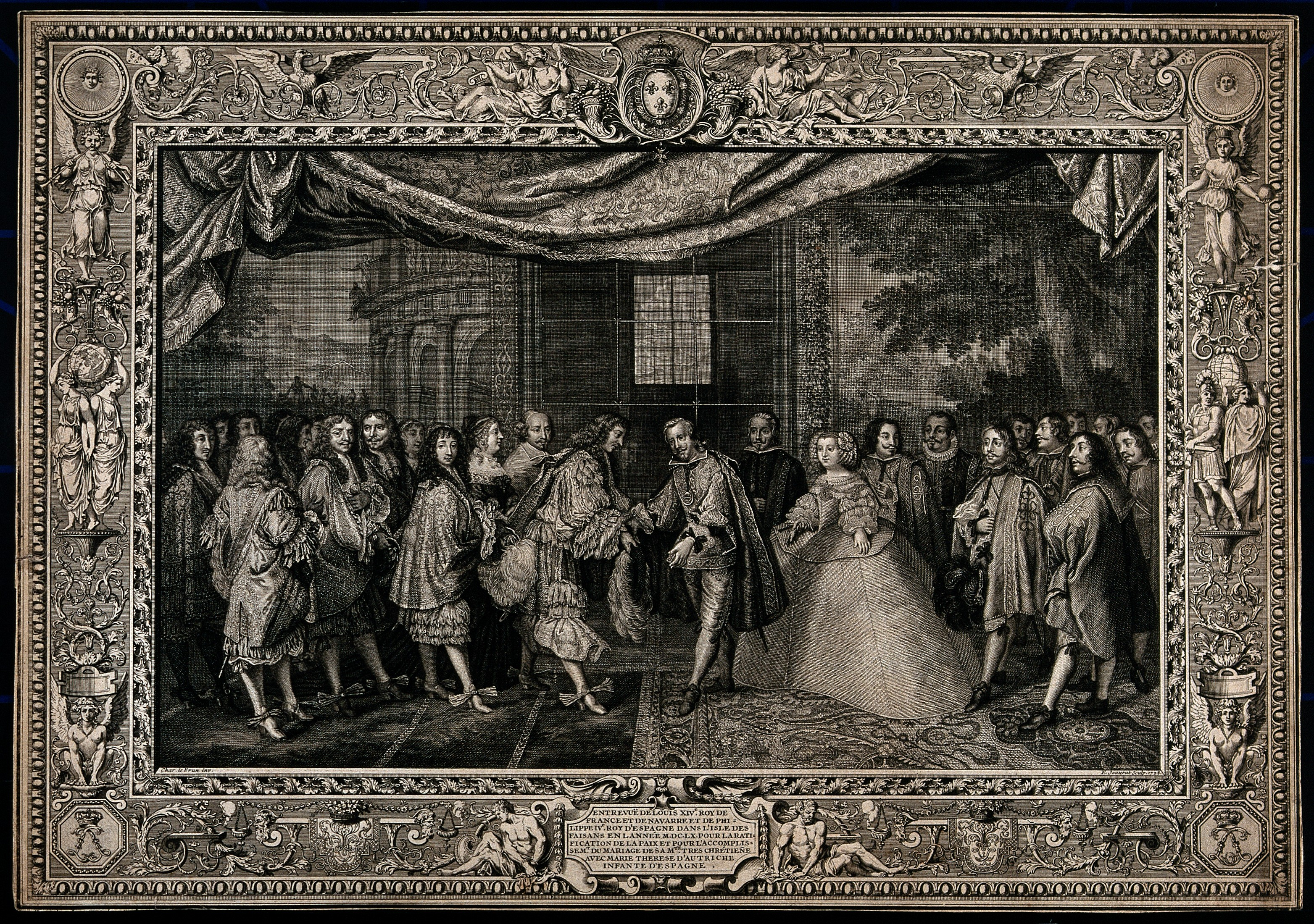
Rencontre de Louis XIV et de son beau-père Philippe IV d'Espagne, gravure d'après une toile de Charles Le Brun, 1728.

Sous Louis XIV et ses successeurs, le prestige de la France aboutit à faire du français une langue internationale. Parmi les conseillers du roi figure le secrétaire d’État aux Affaires étrangères.
Louis XIV est un roi de guerre et fait la guerre en quasi-permanence. Sous son règne, la France cherche deux choses ; briser l'encerclement Habsbourg et rompre l'équilibre européen qu'elle a elle même permis la mise en place via les traités de Westphalie.Pendant la première partie de son règne, Louis XIV, aidé par Vauban, renforce les frontières nord du royaume : c'est la politique du « pré carré ». Pendant de nombreuses années la monarchie espagnole est la principale rivale de la France et subit une série de défaites lors de la guerre de Dévolution, de la guerre de Hollande et de la guerre des Réunions. La politique des réunions de Louis XIV, qui consiste à annexer sous divers prétextes juridiques les fiefs qui bordent la Lorraine et l'Alsace, mécontente l'empereur et les princes allemands ; en outre, la France refuse de reconnaître l'élection au trône d'Angleterre de Guillaume d'Orange-Nassau, stathouder des Provinces-Unies. Ces puissances forment la ligue d'Augsbourg. Le traité de Ryswick qui clôt la guerre consacre l'abaissement de l'Espagne mais initie une nouvelle guerre de Cent Ans entre la France et l'Angleterre qui ne s'achèvera qu'en 1815.
Le rapprochement franco-espagnol, commencé après Ryswick, est consacré quand la succession de Charles II amène sur le trône d'Espagne un prince français, Philippe V. Cette alliance familiale s'étendra ensuite au royaume de Naples et au duché de Parme et Plaisance, gouvernés au XVIIIe siècle par des branches cadettes des Bourbon.
C'est également sous Louis XIV que se forme ce que l'on appelle le premier empire colonial français, comprenant Saint-Domingue, prise aux Espagnols, l'île de France dans l'océan Indien et la Nouvelle-France en Amérique du Nord.

### Louis XV et Louis XVI, la Grande-Bretagne face à la France (1715-1792)
La fin de la guerre de Succession d'Espagne, en 1713, laisse les principaux belligérants épuisés financièrement, particulièrement la France. À la mort de Louis XIV le 1er septembre 1715, l'État est fortement endetté, et l'héritier du trône royal, Louis XV, n'a que cinq ans, ce qui oblige à l'ouverture d'une période de régence sous la conduite de Philippe, duc d'Orléans.
Celui-ci, conscient des problèmes intérieurs que connaît le Royaume, notamment sur les plans économique et financier, et conseillé par le pragmatique abbé Dubois, cherche à se rapprocher de la Grande-Bretagne au détriment de l'alliance espagnole. Un tel rapprochement permettrait en effet d'écarter tout risque futur de conflit entre les deux monarchies, qui risquerait d'embraser le reste de l'Europe, et de maintenir ainsi un équilibre général propice au commerce et à la stabilité politique et économique intérieure. Malgré de féroces critiques de part et d'autre, un accord est trouvé en novembre 1716 et signé un peu plus tard. Le 4 janvier 1717, les Provinces-Unies intègrent l'alliance, qui devient dès lors la Triple-Alliance, avant que le Saint-Empire romain germanique ne vienne agrandir la désormais Quadruple Alliance un peu plus d'un an plus tard.
Outre le rapprochement avec la monarchie britannique - surnommé par certains historiens « première Entente cordiale » -, la Régence, puis, après elle, le cardinal de Fleury conduisent une politique extérieure axée sur la recherche d'un certain équilibre géopolitique des puissances en Europe, la France intervenant même en 1719, dans le cadre de la Quadruple-Alliance, contre l'Espagne de Philippe V, lorsque celle-ci essaie de rétablir son autorité en Sardaigne et en Sicile. L'alliance franco-anglaise semble de plus offrir un front défensif face à la montée en puissance de la Russie impériale et des victoires militaires de l'Autriche sur les Ottomans à l'Est. Cependant, si cette entente cordiale avant la lettre est maintenue jusqu'à la fin des années 1730, les rivalités commerciales, coloniales, maritimes, économiques et politiques entre une France qui voit son commerce renaître et une Grande-Bretagne qui a pour objectif le maintien de son hégémonie maritime ont finalement raison de l'alliance de 1716. Le décès de Fleury en janvier 1743 ne fait que précipiter le retour du conflit franco-anglais, qui reprend ouvertement l'année suivante sur le continent européen et dans les colonies à la faveur de la guerre de Succession d'Autriche. Alliés à la Prusse de Frédéric II, les Français prennent le dessus dans les opérations terrestres. Néanmoins, fidèle à l'idée d'un équilibre européen, Louis XV accepte de recéder la plupart de ses nouvelles conquêtes au Traité d'Aix-la-Chapelle de 1748.
Après la guerre de Succession d'Autriche, l'attitude équivoque de la Prusse pousse la France à accomplir une véritable révolution diplomatique en retournant ses alliances en Allemagne. Abandonnant l'alliance prussienne, elle se rapproche de l'Autriche et signe avec elle un traité d'amitié en 1756, alors que son adversaire britannique s'allie dans le même temps à la Prusse. Les rivalités entre les deux « blocs » ainsi érigés, issues d'ambitions inassouvies ou déçues par la fin du précédent conflit, se superposent à un antagonisme fort concernant les questions coloniales pour la France et la Grande-Bretagne. La guerre de Sept Ans qui s'ouvre en 1756 en Europe, a ainsi la particularité, pour un conflit européen général, de débuter deux ans plus tôt en Amérique du Nord, entre colons français et britanniques. Si, au début, la France semble l'emporter sur la majorité des fronts grâce à sa puissance militaire, notamment dans les colonies américaines, le vent tourne en sa défaveur à partir de 1758, année qui voit les Britanniques reprendre l'avantage à la suite de plusieurs batailles victorieuses. En 1759, ils prennent Québec, capitale de la Nouvelle-France, au terme d'une campagne décisive, avant de recevoir la capitulation de Montréal l'année suivante. De même, ils occupent les positions françaises en Inde et aux Antilles, et profitent, en Europe, des victoires prussiennes et du retournement de la Russie, qui abandonne en 1761 l'alliance franco-autrichienne. Le Traité de Paris de 1763, qui clôt la guerre, sanctionne la défaite française et signe la perte, pour Louis XV, de son empire colonial en Amérique du Nord. Seules les petites îles antillaises, Saint-Domingue et plusieurs comptoirs préalablement démilitarisés de l'Inde restent dans le giron français.
En 1763, la Grande-Bretagne est la grande gagnante de la guerre et devient une puissance globale, dominant les mers et sans réellement de concurrent colonial, le Portugal étant passé dans sa sphère d'influence et l'Espagne étant trop faible pour lui faire face militairement - les défaites de 1762 l'ayant prouvé. De ce fait, et jusqu'aux années 1780, le ministre Étienne François de Choiseul puis le successeur de Louis XV, Louis XVI, cherchent à faire retrouver au royaume une place prépondérante, en s'appuyant non seulement sur une diplomatie continentale hostile à l'Angleterre (alliance avec l'Espagne...), mais aussi sur une volonté de redonner à la marine et au commerce colonial une place de choix. Sous Louis XVI, la marine est profondément développée, réformée et augmentée, afin de pouvoir tenir tête à la redoutable Navy. Si, du fait de la Révolution, les forces maritimes françaises ne parviendront pas à rattraper le niveau de leurs semblables britanniques, elles sont capables, dès la guerre d'indépendance américaine, de porter de sévères coups à celles-ci.
La France de Louis XVI sait également exploiter à son compte des crises internationales lorsque celles-ci touchent la Grande-Bretagne. C'est particulièrement le cas du soulèvement des Treize Colonies britanniques à partir de 1775, que la monarchie française ne tarde pas à encourager, puis financer, contre l'Angleterre. Favorisant (Rochambeau, Lafayette) l'indépendance des États-Unis, elle arrive, par le Traité de Paris de 1783, à prendre sa revanche sur son adversaire britannique. Le prix de la victoire est cependant lourd : fruit de son engagement lors de cette coûteuse guerre d'indépendance, l'État voit sa dette s'accroître de façon vertigineuse dans les années 1780 et ses caisses se vider. Malgré les réformes, souvent inabouties, et l'essor du commerce outremer, la monarchie française ne parvient pas à complètement résorber l'état de crise financière du pays, ce qui allait mener indirectement aux évènements de 1789. En outre, la seconde moitié de la décennie 1780 est marquée par un rapprochement diplomatique, tout du moins commercial, avec la Grande-Bretagne, symbolisé par l'accord de libre-échange de 1786 entre les deux pays, en matière commerciale et maritime.

## Révolution et Empire (1792-1815)

### La République contre l'Europe (1792-1799)
Les monarchies européennes, Autriche, Prusse, Sardaigne, auxquelles se joindra en 1793 la Grande-Bretagne, forment la première puis la deuxième coalition pour étouffer la nouvelle république française : leurs attaques mal coordonnées sont repoussées par la nouvelle armée de conscription. La France développe l'idée des frontières naturelles qui lui permet d'annexer la Savoie, la Belgique et toute la rive gauche du Rhin puis de conquérir l'Italie du Nord et la Hollande pour y former une série de républiques sœurs. L'expédition d'Égypte, de 1798 à 1801, est une impasse militaire et politique mais vient renforcer la gloire du jeune général Napoléon Bonaparte.

### Napoléon Bonaparte et l'échec de l'hégémonie française en Europe (1799-1815)

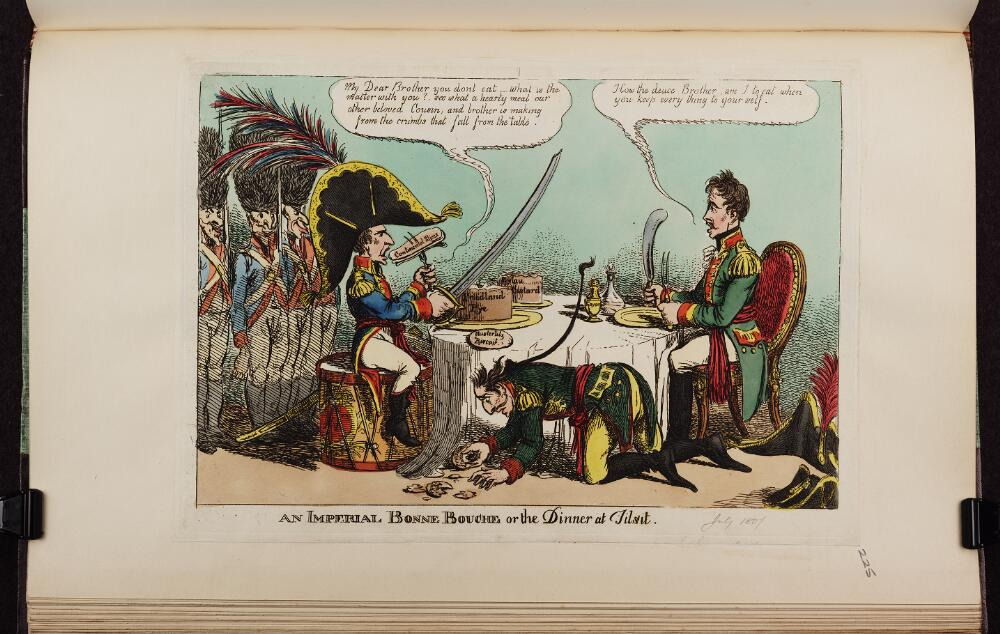
Entrevue de Tilsit en 1807 : Napoléon dicte ses conditions au tsar Alexandre Ier de Russie en ne laissant que des miettes au roi Frédéric-Guillaume III de Prusse. Caricature britannique, 1807.

Napoléon, premier consul puis empereur des Français, mène une série de guerres d'abord victorieuses contre les puissances européennes. Après l'éphémère paix d'Amiens avec la Grande-Bretagne (1802-1803), il redessine la carte d'Europe à son profit en se faisant protecteur de la confédération du Rhin et en distribuant des royaumes aux membres du système familial. Il croit arriver à une entente avec la Russie lors des traités de Tilsit en 1807 et, faute de pouvoir frapper le Royaume-Uni sur mer, tente de lui fermer le commerce avec l'Europe par le blocus continental. Mais l'insurrection de l'Espagne contre la tutelle française à l'issue de l'entrevue de Bayonne en 1808 en fait une ennemie irréductible. Alexandre Ier de Russie rompt avec la France en 1812 : après la désastreuse campagne de Russie, les alliés de Napoléon l'abandonnent l'un après l'autre pour rejoindre la Sixième Coalition financée par les subsides britanniques. Les propositions de paix négociées à Prague (juillet-août 1813) et Francfort (novembre 1813) n'aboutissent pas. Les puissances coalisées envahissent la France lors de la campagne de 1814, obligeant Napoléon à abdiquer.
La restauration des Bourbon entérine le traité de Fontainebleau (avril 1814) qui ramène la France à ses frontières de 1791. Les puissances réunies au congrès de Vienne dont le représentant français Talleyrand, rallié à Louis XVIII, s'accordent pour s'opposer au retour au pouvoir de Napoléon lors des Cent-Jours. La défaite de Waterloo en 1815 met fin à l'aventure napoléonienne.

## De 1815 à 1945

### Restauration, monarchie de Juillet et Seconde République: la paix (1815-1851)
La France intègre la Sainte-Alliance, ce qui renforce son assise diplomatique. À l'issue du congrès de Vérone, Louis XVIII lance l'expédition d’Espagne en 1823 pour rétablir le pouvoir absolu de son cousin Ferdinand VII. Elle intervient également dans la guerre d'indépendance grecque aux côtés du Royaume-Uni et de la Russie, permettant la naissance de la première république grecque.
En 1830, en réponse à un litige mineur avec la régence d'Alger, la France lance l'expédition d'Alger. Cette date marque le début de la formation d'un second empire colonial français.
Durant la monarchie de Juillet, François Guizot, ministre des Affaires étrangères, fait construire l'hôtel du Quai d'Orsay qui abritera le ministre et l'administration chargés des relations extérieures.
La politique étrangère sous la monarchie de Juillet est très prudente pour ne pas réveiller les méfiances de l'Europe héritées de la période napoléonienne. Elle renonce à aider l'insurrection polonaise de 1830 pour ménager la Russie. Elle soutient l'indépendance belge et envoie des troupes pour déloger la dernière garnison du royaume uni des Pays-Bas mais décline l'offre de la couronne de Belgique, proposée au deuxième fils de Louis-Philippe, au bénéfice de Léopold de Saxe-Cobourg, plus acceptable par l'Angleterre et les princes allemands.
En 1849, la Deuxième République, dominée par une majorité conservatrice, envoie un corps expéditionnaire pour restaurer l'État du pape et mettre fin à la république romaine voulue par les patriotes italiens.

### Second Empire (1852-1870)
Le Second Empire est particulièrement actif sur le plan international, tant diplomatique que militaire : Napoléon III réunit une coalition internationale contre la Russie lors de la guerre de Crimée conclue par le traité de Paris de 1856, contribue à l'unité italienne contre l'Autriche lors de la guerre d'Italie de 1859, puis se réconcilie avec l'Autriche en faisant proclamer l'archiduc Maximilien empereur du Mexique. Il signe avec le Royaume-Uni le traité de libre-échange de 1860. Mais l'alliance italienne se brise sur la question romaine, celle avec l'Autriche avec la mort de Maximilien, fusillé par les républicains mexicains. La France reste neutre dans la guerre austro-prussienne et, en échange, espère obtenir de la Prusse quelques compensations en Rhénanie ou en Luxembourg : le chancelier prussien Otto von Bismarck ironise sur cette « politique des pourboires ». L'ingérence de la France dans la succession d'Isabelle II d'Espagne, adroitement exploitée par Bismarck dans l'incident de la dépêche d'Ems en 1870, achève de l'isoler sur la scène européenne : elle se trouve sans allié lorsque éclate la guerre franco-allemande de 1870.

### Troisième République (1870-1940)

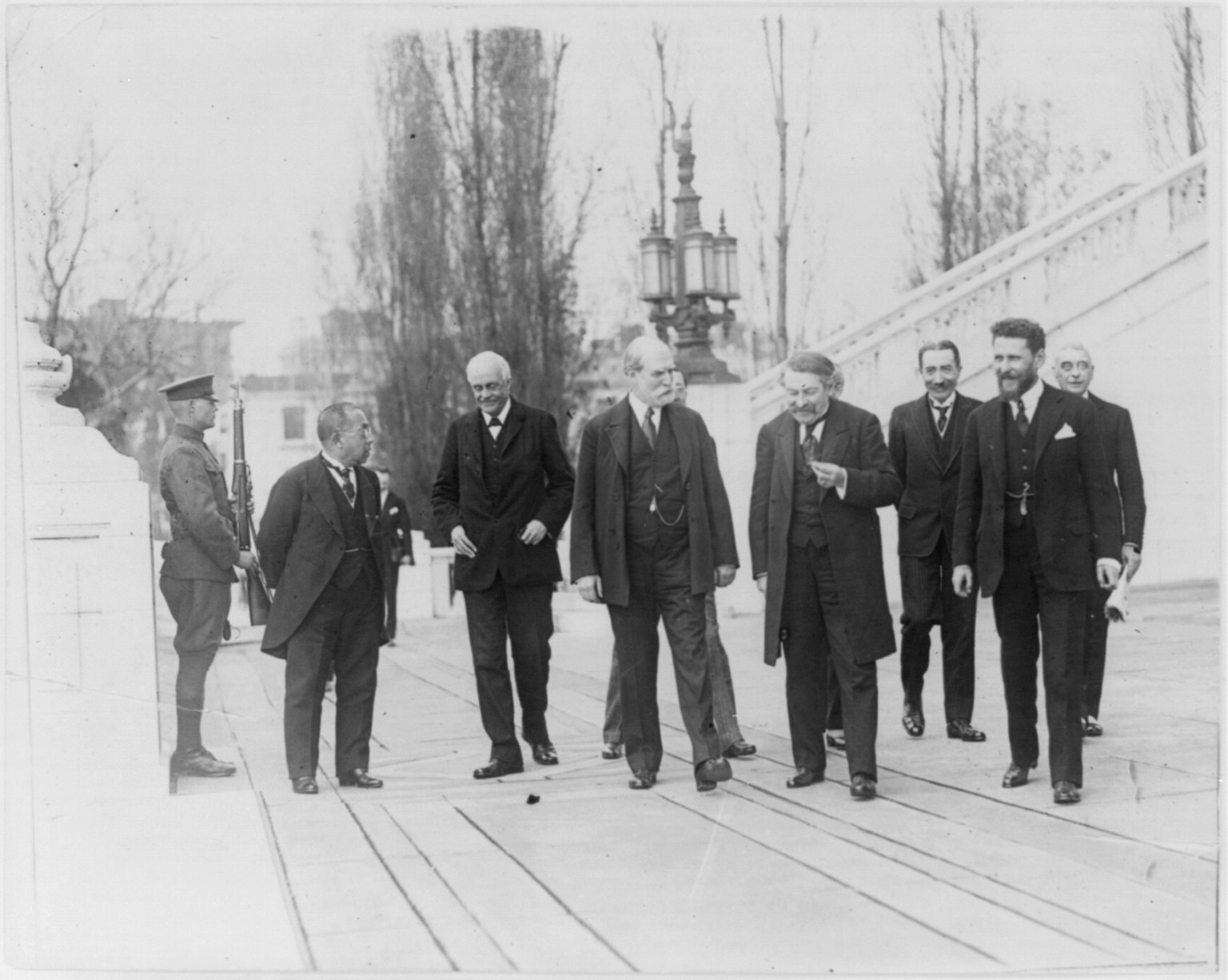
Conférence mondiale de désarmement à Washington en 1921 : les « Neuf Grands » dont le ministre américain Charles Evans Hughes (barbe, au centre) avec Aristide Briand (moustache, à sa gauche).

La Troisième République est marquée par une politique coloniale importante. Après la crise de Fachoda, les relations du pays avec le Royaume-Uni évoluent vers l'Entente cordiale. L'alliance russe est aussi mise en avant contre l'Allemagne. Cette multiplication des alliances contraires (Triple-Entente contre Triplice) amènent la France dans la Première Guerre mondiale. Les alliances sont formées sous un seul ministre des affaires étrangères : Théophile Delcassé. Destinées à préserver la paix, elles conduisent en fait à un conflit généralisé lors de la crise de juillet 1914.
Pendant la Première Guerre mondiale, les buts de guerre de la France visent à obtenir la restitution de l'Alsace-Lorraine mais aussi à sanctionner durablement l'Allemagne, jugée grande responsable du conflit : Georges Clemenceau exclut toute paix de compromis. Après le traité de Brest-Litovsk, il rompt toute relation avec le régime bolchevik. Plus tard, il engage des moyens militaires limités dans l'aide aux Armées blanches antibolcheviques, sans succès. L'aide française contribue cependant à la résurrection de la Pologne et à sa victoire dans la guerre soviéto-polonaise.
Après l'armistice de 1918, la France soutient les revendications des États créés ou agrandis par la victoire alliée, Pologne, Tchécoslovaquie, Yougoslavie, Roumanie, avec qui elle mène la politique de cordon sanitaire face au régime soviétique, puis de Petite Entente face au « révisionnisme » allemand et hongrois. Elle s'implique dans la Société des Nations et reçoit plusieurs protectorats sur d'anciennes colonies allemandes et territoires ottomans. Mais le traité de Versailles n'est pas ratifié par les États-Unis tandis que le Royaume-Uni prend ses distances face aux exigences françaises. La France tente de forcer le paiement des réparations allemandes par l'occupation de la Ruhr en 1923 avec le seul soutien de la Belgique : la désapprobation britannique et américaine rend cette politique inefficace. Les accords financiers internationaux (plan Dawes puis plan Young), amènent la France et la Belgique à évacuer l'Allemagne dès 1925.
La France entre également en conflit avec le mouvement nationaliste turc pendant la Campagne de Cilicie pour ensuite signé le traité d’Ankara ou la France s’engage à retirer ses troupes d’Anatolie du sud-est pour s’engager en Syrie mandataire.
La France de l'entre-deux-guerres, sous le ministère d'Aristide Briand, s'efforce de parvenir à une paix durable par de multiples accords avec les puissances occidentales : accords de Locarno, pacte Briand-Kellogg. En fait, l'opinion française est encore traumatisée par le bilan meurtrier de la Première Guerre mondiale qui a durement affecté son potentiel démographique et économique. Les gouvernements successifs réagissent peu aux initiatives d'Hitler qui arrive au pouvoir en 1933 et rejette l'une après l'autre les contraintes du traité de Versailles, réarme l'Allemagne et remilitarise la Rhénanie en mars 1936. La Belgique, voyant qu'elle ne peut guère compter sur le soutien de la France, prononce sa neutralité, ce qui laisse à découvert la frontière nord de la France alors que celle-ci construit au nord-est la ligne Maginot. En Europe centrale, le système du pacte oriental négocié par Louis Barthou est mort-né faute d'une force militaire crédible.
Pendant la guerre civile espagnole, la France du Front populaire, malgré sa sympathie pour la république espagnole, doit s'aligner sur la politique britannique de non-intervention. Pour maintenir une paix de plus en plus précaire et gagner le temps nécessaire à son propre réarmement, elle abandonne la Tchécoslovaquie à Hitler lors des accords de Munich de 1938. L'URSS, tenue à l'écart pendant la crise tchécoslovaque, comprend qu'elle ne peut plus compter sur l'alliance franco-britannique : Staline négocie alors avec Berlin un traité de non-agression dont les clauses secrètes lui permettent de s'agrandir aux dépens de la Pologne et plus tard des pays baltes et de la Roumanie. Lors de l'invasion de la Pologne par Hitler en septembre 1939, la France et le Royaume-Uni se décident enfin à déclarer la guerre à l'Allemagne nazie.

## Depuis 1940

### Seconde Guerre mondiale et gouvernement provisoire

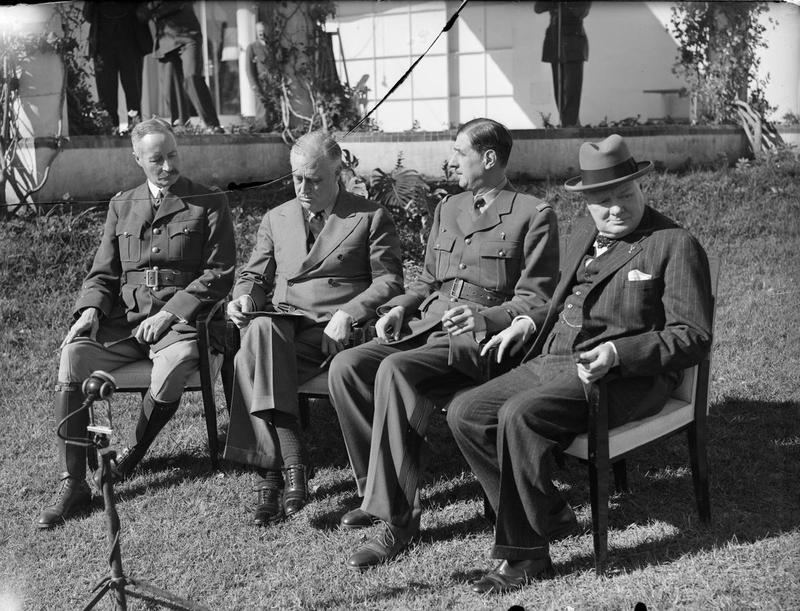
Les chefs rivaux de la France libre, Henri Giraud et Charles de Gaulle, avec Franklin Roosevelt et Winston Churchill à la conférence de Casablanca le 14 janvier 1943.

Pendant la Seconde Guerre mondiale, la France est occupée par le Troisième Reich et sa légitimité politique se trouve scindée : le régime de Vichy du maréchal Philippe Pétain, reconnu par les pays de l'Axe Rome-Berlin-Tokyo et par les neutres, est officiellement hors du conflit tout en entretenant une collaboration avec l'Allemagne. Il s'oppose à celui de la France libre, établi à Londres à partir de juin 1940 et mené par Charles de Gaulle, appuyé par Winston Churchill et progressivement accepté par les Alliés. La France libre est reconnue par une partie des colonies puis par la résistance intérieure. La libération de l'Afrique française du Nord en 1942-1943 lui donne une base territoriale solide tandis que le régime de Vichy est progressivement dépouillé de ses pouvoirs et s'éteint à Sigmaringen en 1945.
Après guerre, la France reçoit une zone d'occupation en Allemagne ainsi qu'en Autriche et intègre l'OTAN en 1949. À l'ONU, la France se voit accorder un siège permanent au Conseil de sécurité à l'égal de l'URSS, des États-Unis, du Royaume-Uni et de la république de Chine nationaliste (puis de la république populaire de Chine, reconnue par la France en 1964 et qui se substitue à Taïwan à partir de 1972).

### Décolonisation et guerre froide
Lors de la guerre froide, la France fait partie du bloc occidental opposé au bloc de l'Est, par son adhésion à l'Otan. Pour compenser son déclin sur la scène internationale, la France se lance dans la construction européenne à partir de 1951 avec la Communauté européenne du charbon et de l'acier
On doit à la IVe République quatre décisions majeures de cette période, qui ne seront pas remises en cause par le général de Gaulle après 1958 : 1- l'inscription dans l'Alliance atlantique malgré un Parti Communiste Français puissant et favorable à Moscou ; 2 - le choix de la construction européenne en partenariat avec l'Allemagne, malgré un part gaulliste hostile ; 3- le choix de la décolonisation, avec la loi-cadre de Gaston Deferre. Ce triple défi lancé à la IVe République a été analysé par Alfred Grosser dans son ouvrage de référence, La IVe République et sa politique extérieure. Enfin, la IVe fait le choix - économiquemejnt coûteux, et critiqué par de nomlbreux intellectuels - de la dissuasion nucléaire, après la crise de Suez en 1956.
À son arrivée au pouvoir en 1958, le général de Gaulle, afin de conserver une politique internationale indépendante, consolide la force de dissuasion nucléaire engagée sous la IVe République, et fait sortir en 1966 la France du commandement militaire intégré de l'OTAN (sans rompre l'alliance). Le Général souhaite en effet un rééquilibrage des relations entre France, Grande-Bretagne et États-Unis. La France soutient cependant Washington lors de la seconde crise de Berlin (construction du mur de Berlin) et de la crise des missiles de Cuba en 1962. Refusant la logique des blocs, le général tente un dialogue avec Moscou (qui se soldera par un échec, notamment matérialisé par l'écrasement du Printemps de Prague en 1968), et développe des ambitions globales pour la France (long voyage en Amérique latine en 1965, critique de la politique américaine au Vietnam depuis le Cambodge en 1966...).
Dans le même temps, la France poursuit la décolonisation, après un départ d'Indochine forcé par la défaite de Dien Bien Phu en 1954, (suivie des accords de Genève) , puis les premières indépendances au Maghreb (Maroc et Tunisie) au milieu des années 1950. A partir de 1960 (1958 pour la Guinée), la décolonisation des pays francophones d'Afrique de l'ouest et centrale est effective. Surtout, les accords d'Evian ouvrent la voie à l'indépendance algérienne en 1962, après huit années de guerre. Le général de Gaulle entame ce que l'historien Maurice Vaïsse appellera une « politique de grandeur », visant à compenser la puissance qui s'amenuise, par une posture forte, et une analyse indépendante des relations internationales.
La France gaulienne souhaite maintenir des relations particulières avec ses anciennes colonies à travers la francophonie et, pour certaines, le franc CFA.
Sa relation avec le monde arabe connaît des variations rapides : retrait de Syrie et du Liban en 1946, reconnaissance d'Israël en 1948 et éphémère alliance anglo-franco-israélienne contre l'Égypte pendant la guerre du canal de Suez en 1956, indépendance durement acquise de l'Algérie en 1962, attitude critique de De Gaulle envers Israël pendant la guerre des Six Jours de 1967, envoi d'un contingent au Liban à partir de 1978, liens privilégiés de Jacques Chirac avec certains dirigeants arabes comme Saddam Hussein et Rafik Hariri, soutien aux États-Unis contre l'Irak lors de la première guerre du Golfe de 1991 mais prise de distance lors de la guerre de 2003.
En Europe, le général de Gaulle souhaite développer un couple franco-allemand comme noyau d'une puissance politique européenne, sans pour autant accepter tous les développements d'un nouveau fédéralisme européen. Il s'oppose également à l'entrée de la Grande-Bretagne dans le Marché Commun (1963 et 1965).
Cet héritage gaulliste souvent résumé par l'expression « politique de grandeur » durera considérablement, et sera peu mis en cause pendant plusieurs décennies. Georges Pompidou et Valéry Giscard d’Estaing assumeront l’héritage gaullien même s'ils sont plus européens que le général.
L'élection du socialiste François Mitterrand en 1981 ne modifie pas profondément la donne. Il soutient Helmut Kohl et l’OTAN lors de la crise des euromissiles, continue la marche européenne en lien avec l'Allemagne (résolution de la crise de la contribution britannique, mise en place du traité de Maastricht après l'acte unique européen de 1986). Au Moyen-Orient il affirme la nécessité pour Israël de reconnaître le droit des Palestiniens à disposer d’un État, et soutient à plusieurs reprises Yasser Arafat. Sa politique africaine restera très interventionniste (notamment avec une intervention majeure au Tchad contre les troupes du colonel Kadhafi), mais lors du sommet de la Baule en 1990 il conditionne l'aide française à une réforme de la gouvernance ; en janvier 1994, alors en cohabitation avec le gouvernement d'Édouard Balladur, la France dévalue le Franc CFA de 50 %. Son soutien aux États-Unis lors de la guerre du Koweït en 1990-1991 achèvera de consolider sa bonne entente avec Washington. Les critiques principales contre la politique étrangère de François Mitterrand furent : d'avoir mal négocié le choc de la fin de la guerre froide, et notamment la réunification allemande, par conservatisme historique ou méfiance de l'Allemagne (un voyage inutile dans une Allemagne de l'Est déjà condamnée, par exemple); d'avoir refusé d'admettre la responsabilité serbe dans le drame des Balkans à partir de 1990; les critiques contre l'action de l'armée française lors du génocide rwandais, lui sont aussi en partie imputées. Hubert Védrine, acteur important de la politique étrangère mitterrandienne, répond en partie à ces critiques dans un ouvrage publié en 1996.

### Depuis 1995
Jacques Chirac, dont les douze ans de présidence (1995-2007) ont compté cinq ans de cohabitation avec Lionel Jospin, tente de réhabiliter le volontarisme politique (reprise des essais nucléaires, posture ferme contre la Serbie...), reprend une partie de la rhétorique gaullienne (politique arabe, souverainisme, goût pour les grands blocs non occidentaux...) mais y ajoute une priorité onusienne (par exemple en s'opposant à la guerre américaine en Irak en 2003), et le développement d'une diplomatie globale, transversale, sur des sujets nouveaux (le climat, l'environnement, la fourniture de médicaments aux pays du Sud, la lutte contre les inégalités et en faveur de la diversité culturelle...).
Nicolas Sarkozy tentera de sortir de ce schéma gaullien en prônant une rupture dans la politique étrangère française. Son mandat (2007-2012) sera marqué par la crise financière de 2008, dans laquelle il se montrera actif pour entamer une réforme du capitalisme mondial ; la deuxième guerre d'Ossétie du Sud en 2008, crise qu'il tentera d'apaiser en tant que président en exercice de l'UE; les printemps arabes après 2011, dans lesquels la France engagera son aviation contre la Libye, après avoir soutenu le gouvernement de Zine el-Abidine Ben Ali face à la révolution tunisienne.
François Hollande se montre très proche de l'Arabie saoudite sur les questions traitant du Moyen-Orient. Il apporte son soutien à la rébellion syrienne et, sur le dossier du nucléaire iranien, son ministre des Affaires étrangères, Laurent Fabius, défend une ligne plus dure encore que celle de l’administration Obama. La France, tout comme les autres pays occidentaux, impose des sanctions à la Russie à partir de 2014 à la suite de la crise ukrainienne.
Sous la présidence d'Emmanuel Macron, l'influence des analyses néoconservatrices a continué à prédominer au sein du Quai d'Orsay, du ministère de la défense et d'autres instances politiques. Au Moyen-Orient, la position française n'a pas évolué : bonnes relations avec les monarchies du Golfe (Arabie saoudite, Émirats arabes unis, Qatar), discrétion sur le problème palestinien, lutte contre l’État islamique sans rapprochement avec le gouvernement syrien. Le gouvernement français a cependant été à l'origine de plusieurs initiatives diplomatiques, visant notamment à préserver l'accord sur le nucléaire iranien et l'accord de Paris sur le climat, tous deux dénoncés par les États-Unis, et a également proposé sa médiation dans le cadre de la guerre civile libyenne.
En novembre 2018, Emmanuel Macron appelle à créer une « vraie armée européenne » pour faire « face à la Russie, qui est à nos frontières et qui a montré qu'elle pouvait être menaçante. » Le gouvernement français s'est rallié à Donald Trump lorsque celui-ci a dénoncé le traité sur les forces nucléaires à portée intermédiaire (FNI) et relancé la course aux armements nucléaires en Europe. Il reconnait en janvier 2019 Juan Guaidó, l'homme choisi par Washington, comme président du Venezuela et apporte son « entière solidarité avec les États-Unis » après l'assassinat par l'armée américaine du général iranien Ghassem Soleimani, appelant l'Iran à « s'abstenir de toute mesure d'escalade militaire ». Enfin, la France adopte une posture de neutralité concernant le conflit israélo-palestinien, analysée comme un soutien de facto à la politique israélienne.
La visite fait suite à la reconnaissance par la République Française de l'initiative d'autonomie du Sahara occidental, que Paris reconnaît comme partie intégrante du territoire Marocain. Le président français a réaffirmé à la tribune du parlement marocain que "le présent et l'avenir du Sahara occidental s'inscrivent dans le cadre de la souveraineté marocaine". Ainsi que le plan d'autonomie, “seul et unique” cadre pour une solution définitive à la question du Sahara,,.

## Rôle du ministère des Affaires étrangères
Sous la Ve République, le ministère des Affaires étrangères est chargé des relations avec les États étrangers. Il a la responsabilité d'informer le président de la République française de l’évolution de la conjoncture internationale et de la situation politique, économique et culturelle des autres pays en s'appuyant sur les rapports des ambassades et des consulats de France à l’étranger.
Si le président de la République a fait, depuis De Gaulle, de la diplomatie un « domaine réservé », le ministre des Affaires étrangères reste en théorie l'initiateur de la politique extérieure de la France et propose les orientations de la politique internationale du pays.
Son administration joue un rôle de représentant de la France auprès des gouvernements étrangers et des organisations internationales. Chaque ambassadeur de France représente le président de la République auprès des autorités de son pays de résidence. Sa fonction lui donne autorité pour négocier et signer des accords au nom de la France.
Enfin, le ministère des Affaires étrangères doit protéger les intérêts français à l’étranger et porter assistance aux ressortissants français hors du territoire, essentiellement par l'intermédiaire de ses consulats.

## La diplomatie française en chiffres
Troisième réseau diplomatique au monde après celui des États-Unis et de la Chine populaire, le réseau des représentations diplomatiques de la France compte actuellement plus de 149 ambassades et 113 postes consulaires répartis sur les cinq continents. La France est également représentée de façon permanente au sein de 17 missions multilatérales (ONU, OSCE, FAO).
En 2007, le budget du ministère, s'élevait à 4,5 milliards d’euros. Le ministère des Affaires étrangères et européennes participe à hauteur de 50 % à l'ensemble du budget de l'action extérieure de la France tous ministères confondus.
Le ministère des Affaires étrangères et européennes emploie près de 16 500 personnes répartis en cinq catégories : les agents titulaires recrutés sur concours, les agents contractuels en CDD ou CDI, les militaires et le personnel recruté sur place qui constitue la majorité de ces agents. Plus de 50 % des effectifs sont missionnés sur le programme axé sur l’action de la France en Europe et dans le monde.
Il y a plus d'un siècle, la France a initié la création d'un vaste réseau d'établissements culturels à travers le monde. Composé des instituts et centres culturels français ainsi que des établissements gérés par l'Alliance française, celui-ci compte aujourd'hui 144 instituts et centres culturels implantés dans 92 pays, 222 Alliances françaises subventionnées par le ministère et 174 Services de Coopération et d'Action Culturelle et assimilés. L'apprentissage de la langue française y tient une place importante. Le réseau scolaire compte, lui, environ 580 établissements scolaires français à l’étranger, de la maternelle à la terminale, avec près de 392 000 élèves, dont un tiers de Français, dans 139 pays.